# Benjamin Johnson Lang
Benjamin Johnson Lang (Salem, Massachusetts, 28 de desembre de 1837 – 3 d'abril de 1909) fou un compositor estatunidenc; era pare de la pianista Margaret Ruthven Lang. Estudià sota la direcció del seu pare el qual era un notable organista i dels mestres F. G. Hill, A. Jaell i Gustav Satter. Als quinze anys ja era organista i metre de música; però tres anys més tard es traslladà a Berlín, on perfeccionà els seus coneixements de composició amb Liszt. Retornà a Amèrica, i durant molts anys fou mestre organista de diverses esglésies, i dirigí nombroses societats líriques on estrenà obres que li valgueren una merescuda reputació. Gran amic de Wagner, que va fer conèixer arreu d'Amèrica l'obra del gran compositor alemany, i així mateix molt de Mendelssohn i Berlioz, la Nit de Walpurgis, i la Condemnació de Faust particularment. Quasi totes les seves composicions restaren inèdites.